# Vol Iran Air Tours 962
Le 8 février 1993, le vol Iran Air Tours 962, assuré par un Tupolev Tu-154 d'Iran Air Tours, est entré en collision en vol avec un  Soukhoï Su-24 de la force aérienne de la république islamique d'Iran, près de la capitale iranienne, Téhéran, tuant les 133 personnes à bord des deux avions. Il s'agit, à l'époque, du deuxième accident aérien le plus meurtrier survenu en Iran.

## Avion
Le vol 962 d'Iran Air Tours, avec 119 passagers et 12 membres d'équipage à bord, a décollé de la piste 29R de l'aéroport international Mehrabad de Téhéran pour un vol intérieur à destination de l'aéroport international Shahid Hashemi Nejad, à Machhad. Le commandant de bord, de nationalité russe, totalisait 12 000 heures de vol, les informations sur les autres membres d'équipage n'ont pas été rendues publiques. Après le décollage, l'avion a reçu l'autorisation de monter à 6 000 pieds (1 800 m).

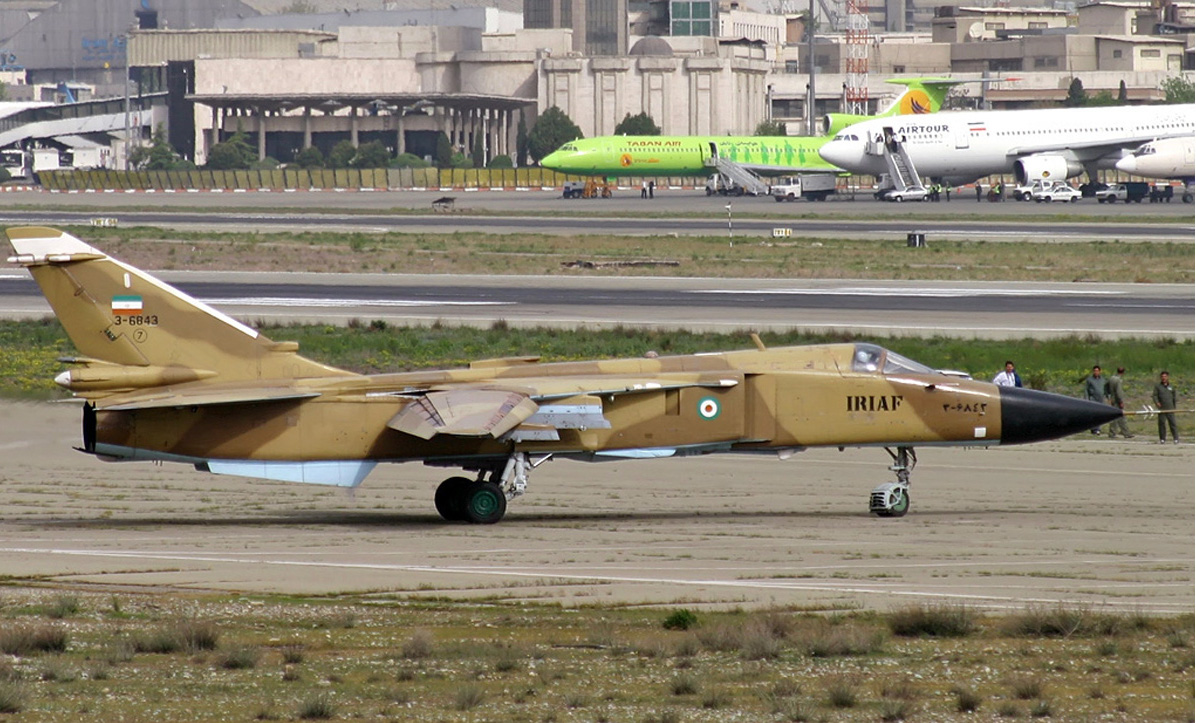
Un Soukhoï Su-24 de la force aérienne de la république islamique d'Iran similaire à celui impliqué dans l'accident.

Au même moment, 5 avions de combat Soukhoï Su-24, appartenant à la force aérienne de la république islamique d'Iran (IRIAF), s'approchaient de la piste 29L de l'aéroport de Mehrabad, en utilisant les règles de vol à vue (VFR). Ils effectueront plus tard des manœuvres spéciales pour la cérémonie de commémoration de la Révolution iranienne. Les avions de chasse volaient en direction de l'ouest et ont été placés à une altitude de 5 000 pieds (1 500 m) par le contrôleur aérien de l'aéroport de Mehrabad, Faramarz Sarvi.

## Accident
Le vol 962 décollait de la piste 29R, au même moment, les 5 Su-24 descendaient pour atterrir sur la piste 29L. Tous les 5 étaient séparés d'1,5 km les uns des autres. L'un des Su-24, piloté par un équipage de deux pilotes, a effectué un virage à gauche à 6 km à l'ouest de la tour mais n'avait pas une bonne visibilité car il effectuait une remise de gaz. 
À ce stade, le vol 962 se rapprochait du chasseur Su-24. Le vol 962 et le Su-24 n'ont pas obtenu de contact visuel l'un de l'autre. Vers 14h16, les deux aéronefs sont entrés en collision en vol; le moteur arrière et la queue du Tupolev ont été arrachés et l'équipage de conduite a perdu le contrôle de l'avion. Les deux avions se sont écrasés dans un dépôt militaire dans la ville de Shahr-e Qods, à environ 15 km de l'aéroport de Mehrabad. Les 133 personnes à bord des 2 appareils ont tous péri dans l'accident.

## Enquête
Les enquêteurs ont déterminé que les pilotes du vol 962 ont correctement suivi les instructions du contrôle aérien. L'Autorité de l'aviation civile iranienne a conclu que les causes principales de la collision étaient de multiples erreurs commises par les pilotes du Sukhoi Su-24 et du contrôle aérien. 
La décision du contrôleur aérien d'autoriser le vol 962 à monter pendant que les Sukhoi Su-24 descendaient sur la même trajectoire de vol, et le fait que le contrôleur n'a pas non plus informé ni l'équipage du Tupolev de l'entrée des Sukhoi Su-24 dans leur espace aérien, ni les pilotes militaires du décollage d'un avion de ligne en même temps que le Sukhoi en phase d'approche. 
Le contrôleur n'a également exprimé aucune inquiétude quant à la distance réglementaire de 1 000 pieds (300 m) entre les deux aéronefs.
Enfin, les pilotes de Sukhoi n'ont pas réussi à maintenir l'altitude minimale de sécurité demandée par le contrôle aérien, ce qui a provoqué la collision entre les deux avions.